# Шри Шри Рави Шанкар
 Тази статия е за индийския духовник.  За индийския музикант вижте Рави Шанкар.  
Шри Шри Рави Шанкар (роден на 13 май 1956 в Папанасам, Тамил Наду, Индия) е индийски духовен водач, радетел за мир и инициатор на образователни, хуманитарни и благотворителни проекти по цял свят, той е основател на международните хуманитарни организации "Фондация „Изкуството да живееш“" и Международна асоциация за човешки ценности.